# Récolteuse de pommes de terre

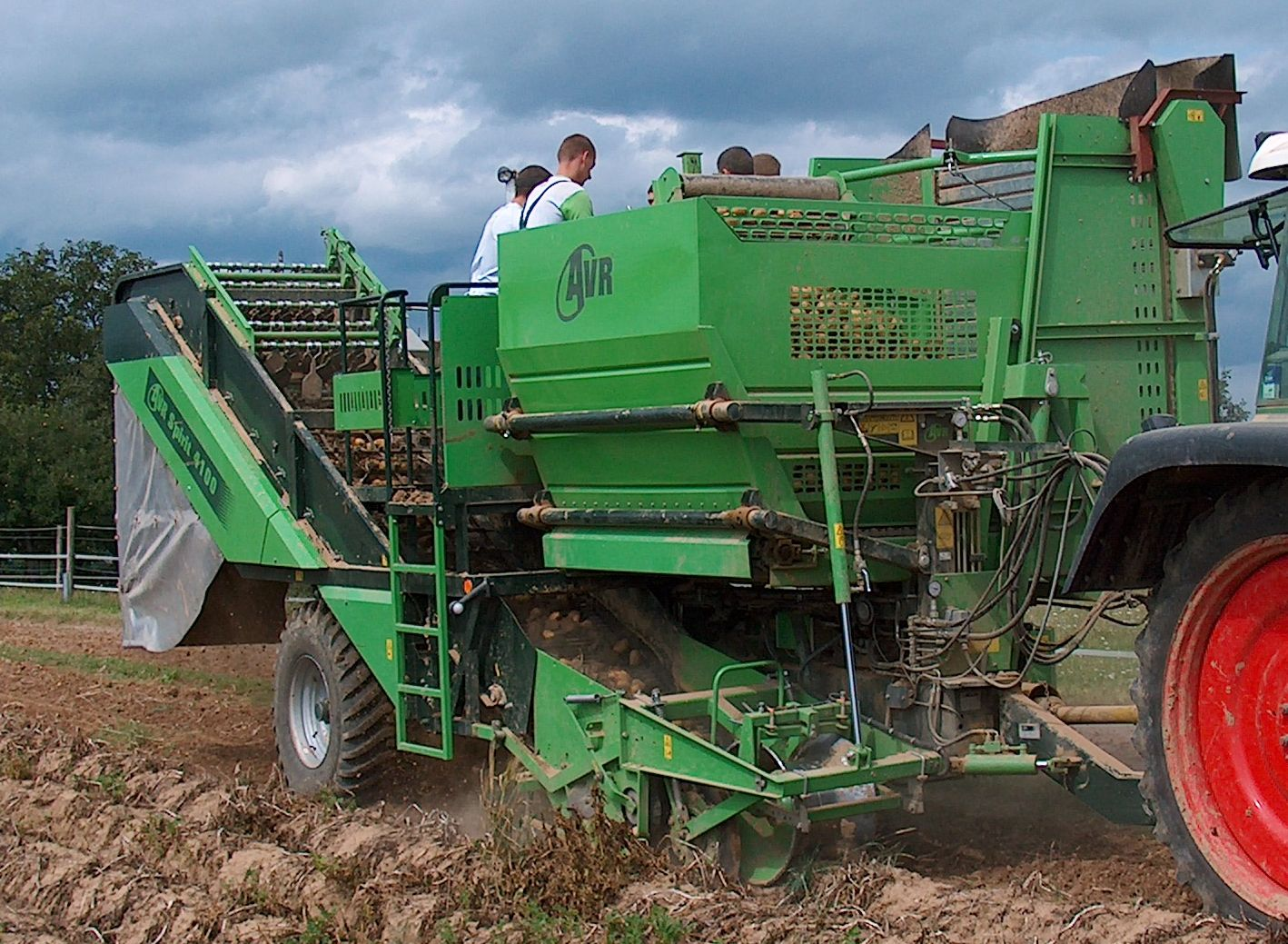
Récolteuse de pommes de terre tractée.

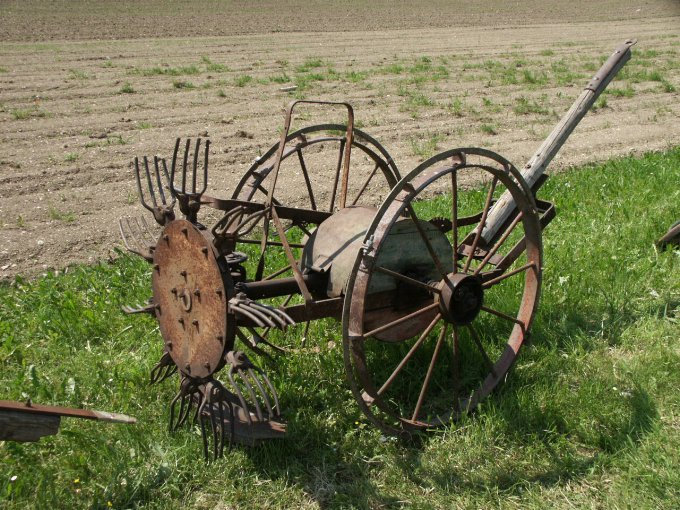
Arracheuse à fourches (mécanisme entraîné par les roues).

Une récolteuse de pommes de terre est une machine agricole utilisée pour récolter les pommes de terre. Il s'agit souvent de machines combinées, arracheuses-chargeuses, assurant successivement l'arrachage des tubercules, leur nettoyage pour éliminer les pierres, mottes de terre, fanes et mauvaise herbes, et leur chargement dans une benne en vue du transport. Elles peuvent être tractées ou automotrices et traiter un ou plusieurs rangs simultanément.  
L'arracheuse de pommes de terre, apparue dans le deuxième moitié du XIXe siècle, fut la première étape de la mécanisation de la culture des pommes de terre, précédée par l'apparition de charrues spécialisées, dépourvues de coutre et dont le soc-buttoir est équipé de versoirs à grille pour séparer les tubercules de la terre.
Auparavant l'arrachage et le ramassage des pommes de terre se faisait péniblement et avec une très faible productivité à l'aide d'outils à main, fourches ou houes à deux ou trois dents.

## Fonctionnement
Le fonctionnement de l'arracheuse de pomme de terre est divisé en 5 postes:

1. L'effanage
     Cette opération consiste à débarrasser les plants de pomme de terre de leur appareil aérien pour éviter de bourrer la machine et faciliter les opérations ultérieures. Il est le plus souvent réalisé à l'aide d'un broyeur de fanes (inclus dans la plupart des modèles automoteurs mais pas dans les modèles tractés).
2. L'arrachage
Pour arracher les tubercules du sol on utilise le plus souvent des coutres circulaires couplées à des socs pour découper les butes de terre dans lesquelles se trouvent les tubercules.
3. Le tamisage
Le tamisage est effectué par un convoyeur de chaînes et des barreaux qui, par leurs vibrations, séparent les tubercules de la terre, qui tombe directement sur le sol de la parcelle.
4. Le triage
Cette  opération consiste à séparer les mottes de terres des tubercules dont les densités sont identiques et qui n'ont pas pu être tamisées à l'étape précédente. On utilise pour cela soit un déterreur à rouleau, soit un tapis incliné muni de flexidoigts dans lesquelles les mottes viennent se coincer.
5. Le stockage
Selon les modèles on peut trouver pour ce poste soit une trémie (plutôt pour les automotrices), soit un système d'évacuation simultanée (plutôt pour les arracheuses tractées).